# Nunatak Martín Fierro
Nunatak Martín Fierro är en nunatak i Antarktis. Den ligger i Västantarktis. Argentina, Chile och Storbritannien gör anspråk på området. Toppen på Nunatak Martín Fierro är 67 meter över havet.
Terrängen runt Nunatak Martín Fierro är kuperad västerut, men österut är den platt. Trakten är obefolkad. Det finns inga samhällen i närheten.